# (15378) Artin
(15378) Artin (1997 PJ2) – planetoida z pasa głównego asteroid okrążająca Słońce w ciągu 4,04 lat w średniej odległości 2,53 j.a. Odkryta 7 sierpnia 1997 roku.